# Escudo de Parres

Escudo oficial del Concejo de Parres

El escudo del concejo asturiano de Parres está cuarteado en cruz.
- El primer cuartel, nos representa un guerrero vestido con túnica de plata, con casco y cota de mallas, empuñando un arma en su mano derecha, y sujetando en la otra la Cruz de la Victoria, sobre un fondo de montañas y encima el anagrama de la Virgen María. Se representa su relación con Cangas de Onís.

- El segundo cuartel partido. 1º, de plata, una flor de lis, de azur, acompañada de cuatro rosas de su color, una en cada cantón; 2º, en oro, una faja de azur, con un ceñidor de plata, acompañada, en lo alto de una cruz floreteada, de gules, y en lo bajo de un lucero, de azur. Hace referencia al escudo de la familia González de Argandona que levantaron el pendón concejil.

- El tercer cuartel partido. 1º, de oro, un águila de sable;2ºjaquelado de oro y gules, con bordura de sinople dos corderos de plata. Hace referencia a Estrada y Cordero de Nevares, familia que ostentaba el señorío del coto de Las Arriondas.

- Por último el cuarto cuartel, nos enseña dos palmas puestas en aspas surmontado de una corona real abierta. El cuarto es la Real Comunidad de San Pelayo de Oviedo, por su señorío en el coto de Llames de Parres y Sotu Dueñes.